# Aksjomaty i konstrukcje liczb

Diagram Hassego przedstawiający zawieranie się zbiorów i ogólniej – klas liczbowych w sobie. Symbol oznacza tu, że można skonstruować klasę liczb tak, aby była podklasą klasy Zbiory umieszczone na rysunku powyżej liczb zespolonych noszą wspólną nazwę liczb hiperzespolonych. Na niebiesko oznaczone są rodzaje liczb które nie tworzą zbiorów, lecz klasy właściwe. Liczby algebraiczne całkowite nie są szczególnym przypadkiem liczb algebraicznych rzeczywistych – to nie jest pomyłka. Zobacz sekcję Liczby algebraiczne

Aksjomaty i konstrukcje liczb – metody ścisłego definiowania liczb używane w matematyce. Aksjomaty liczb to warunki, jakie muszą spełniać pewne obiekty oraz działania na nich, aby mogły być uznane za liczby danego rodzaju (np. liczby naturalne, liczby wymierne itp.). Konstrukcje liczb są algebrami, tak utworzonymi, aby spełniały właściwe danym liczbom aksjomaty.
Nie ma jednej uniwersalnej cechy odróżniającej wszystkie liczby od elementów algebr, które tak nie są nazywane. Matematycy nie definiują „liczb”, definiują „liczby naturalne”, „liczby całkowite”, „liczby rzeczywiste” itp.
O ile jednak nazwanie danego obiektu liczbą jest podyktowane bardziej tradycją niż ogólną definicją, to poszczególne rodzaje liczb są już ściśle określane. Definicje liczb stanowią pewną sekwencję (bardziej złożone algebry opierają się na prostszych), którą prezentuje niniejszy artykuł.

## Metody definiowania liczb
Liczby mogą być definiowane na trzy sposoby:
- przez podanie aksjomatów, czyli właściwości, jakie muszą spełniać działania w pewnym zbiorze (klasie), aby struktura złożona z tego zbioru oraz działań mogła zostać uznana za algebrę liczbową.
- przez stworzenie konstrukcji, czyli bezpośrednie utworzenie jakichś obiektów i nazwanie ich liczbami (jeśli dany rodzaj liczb posiada własną aksjomatykę, taka konstrukcja musi być modelem tej aksjomatyki, czyli wszystkie aksjomaty muszą być dla niej spełnione).
- przez wydzielenie podzbioru spełniającego dany warunek z osobno zdefiniowanego szerszego zbioru liczb – jest to w zasadzie szczególny przypadek zarówno aksjomatyki, jak i konstrukcji.

Wśród mnogości pojęć mających w nazwie słowo „liczba” można wyróżnić:
- zbiory liczb tworzące nietrywialną algebrę – dodawanie i mnożenie dowolnych dwóch liczb z takiego zbioru jest działaniem wewnętrznym, czyli zawsze daje wyniki z tego zbioru. Należą do tej grupy wszystkie (z wyjątkiem liczb przestępnych, przestępnych rzeczywistych i niewymiernych) rodzaje liczb pokazane na ilustracji z początku artykułu. Liczby te są definiowane za pomocą aksjomatów opisujących własności działań na nich, lub za pomocą konstrukcji. Jeśli jakieś zbiory liczbowe tworzą algebrę i zawierają podzbiór również tworzący algebrę, to działania na liczbach z tego podzbioru muszą dawać w obydwu algebrach identyczne wyniki. W ten sposób każda kolejna algebra liczbowa rozszerza poprzednią.
- podzbiory zbiorów liczbowych nietworzące niezależnych algebr – są to zbiory liczb, wyróżnione ze względu na jakąś szczególną własność, np. liczby pierwsze, będące liczbami naturalnymi dzielącymi się tylko przez 1 i przez siebie. Są one definiowane przez podanie warunku, jaki muszą spełniać liczby z pewnej algebry.
- liczby nie tworzące zbiorów, lecz klasy. Do tej grupy wchodzą liczby kardynalne, liczby porządkowe i liczby nadrzeczywiste. Okazuje się, że próba stworzenia zbioru tych liczb prowadzi do sprzeczności, można jedynie grupować je w tzw. klasy. Można dla nich również zdefiniować działania arytmetyczne i w pewnym sensie one także stanowią rozszerzenie algebry liczb naturalnych. Liczby kardynalne i porządkowe są definiowane wyłącznie przez konstrukcję.

Zbiory liczbowe tworzące algebrę są zawsze definiowane razem z podstawowymi działaniami na nich – dodawaniem i mnożeniem. Dopiero określenie zbioru wraz z działaniami, czyli tzw. struktury algebraicznej, stanowi dostateczną definicję. Nie wystarcza tu skonstruowanie samego zbioru, gdyż określając odpowiednio działania, można sprawić, że np. zbiór liczb wymiernych będzie nieodróżnialny (izomorficzny) od zbioru liczb naturalnych.

### Izomorfizm konstrukcji
Dowolny zbiór, w którym zdefiniowane działania spełniają aksjomaty właściwe dla danej algebry liczbowej, czyli tzw. model jej aksjomatyki, można nazwać zbiorem liczb. Posiada on bowiem wówczas wszystkie właściwości, jakich oczekujemy po danym zbiorze liczbowym. Model aksjomatyki liczb nazywamy konstrukcją liczb.
Ponieważ dany zestaw aksjomatów może mieć wiele różnych modeli, liczby można skonstruować na wiele sposobów. Metody te są równoważne w tym sensie, że wszelkie twierdzenia udowodnione na liczbach skonstruowanych według jednej metody dają się bez zmian przenosić na inne konstrukcje (zachodzi tzw. izomorfizm). W praktyce więc nie ma, poza domeną teorii mnogości i logiki, potrzeby ich odróżniania.
Na ogół zaczyna się konstrukcję od liczb naturalnych, następnie buduje się na ich podstawie liczby całkowite, na bazie których z kolei konstruuje się liczby wymierne, potem rzeczywiste i zespolone. W każdym z tych zbiorów są podzbiory, które przy tej samej definicji działań spełniają aksjomaty liczb zdefiniowanych wcześniej.
Przykładowo liczby wymierne mogą być skonstruowane jako zbiory par liczb całkowitych z odpowiednio zdefiniowanym dodawaniem i mnożeniem. Wydawałoby się, że liczba całkowita zbiorem par liczb całkowitych być nie może, a więc liczby całkowite nie są szczególnym przypadkiem liczb wymiernych. Ponieważ jednak podzbiór liczb wymiernych odpowiadający ułamkom a/1 ze zwykłym dodawaniem i mnożeniem także spełnia aksjomaty liczb całkowitych, ostatecznie możemy więc stwierdzić, że liczby całkowite są jednak szczególnym przypadkiem wymiernych, a ich zbiór zawiera się w zbiorze liczb wymiernych. Podobnie jest przy konstruowaniu kolejnych zbiorów liczbowych.
Można też wykonać konstrukcję od drugiej strony i najpierw skonstruować jakąś dostatecznie szeroką strukturę, np. liczby zespolone, a następnie zdefiniować pozostałe zbiory jako jej podzbiory z tymi samymi działaniami dodawania i mnożenia.

## Liczby naturalne

### Aksjomatyka Peana
Na początek załóżmy, że istnieje liczba 1 (cokolwiek by ten symbol miał oznaczać). Chcielibyśmy także dla każdej liczby {\displaystyle a} móc pokazać jej tzw. następnik (oznaczymy go {\displaystyle S(a)}). Musimy zatem zagwarantować istnienie następnika liczby 1 (który oznaczymy 2), a także następników kolejnych następników. Następnik liczby 2 oznaczymy 3 itd. Jeśli dodatkowo założymy, że 1 nie jest następnikiem żadnej liczby i odpowiednio zdefiniujemy dodawanie i mnożenie, to tak skonstruowany zbiór możemy nazwać zbiorem liczb naturalnych.
Proces konstrukcji kolejnych elementów zbioru wygląda następująco:
{\displaystyle 1\mapsto S(1)\mapsto S(S(1))\mapsto S(S(S(1)))\mapsto \ldots }
Ściślej rzecz biorąc, zbiór liczb naturalnych jest definiowany przez aksjomaty Peana.
|    | Aksjomatyka Peana |
| -- | --- |
| 1. | J jest liczbą naturalną. |
| 2. | Dla każdej liczby naturalnej istnieje dokładnie jedna liczba naturalna, zwana jej następnikiem. |
| 3. | J nie jest następnikiem żadnej liczby naturalnej. |
| 4. | Jeśli dwie liczby naturalne mają równe następniki, to są sobie równe. |
| 5. | Aksjomat indukcji: Niech dany będzie zbiór, którego elementami są liczby naturalne o następujących własnościach: a. J jest elementem tego zbioru b. Wraz z każdą liczbą naturalną należącą do tego zbioru należy do niego także jej następnik. Wówczas zbiór ten zawiera wszystkie liczby naturalne. |

Niektórzy matematycy zaliczają zero do liczb naturalnych, inni nie. Jest to wyłącznie kwestia nazewnictwa. Zarówno zbiór liczb naturalnych z zerem, jak i bez niego ma powyższe własności. W tym pierwszym przypadku J oznacza 0, w tym drugim 1.
Do pełnego określenia liczb naturalnych brakuje definicji działań i porządku. Definicje te zależą już od tego, czy liczby naturalne zaczniemy od zera, czy nie.
Dla liczb z zerem dodawanie, mnożenie i relację porządku wprowadzamy przez aksjomaty:
| Pojęcie          | Aksjomaty                                                                                             |
| ---------------- | --- |
| Dodawanie        | 6. {\displaystyle a+0=a} 7. {\displaystyle a+S(b)=S(a+b)}                                             |
| Mnożenie         | 8. {\displaystyle a\cdot 0=0} 9. {\displaystyle a\cdot S(b)=a\cdot b+a}                               |
| Porządek liniowy | 10. {\displaystyle a\leqslant b} istnieje takie naturalne {\displaystyle k,} że {\displaystyle a+k=b} |

Podstawiając do równania 9 wartość: {\displaystyle b=0,} uzyskujemy {\displaystyle a\cdot S(0)=a,} skąd wynika, że {\displaystyle S(0)} jest elementem neutralnym mnożenia.
Zwykle przywykliśmy do zapisywania tej liczby jako 1, stąd można napisać: {\displaystyle 1=S(0).}
Podstawiając do równania 7: {\displaystyle b=0,} uzyskujemy: {\displaystyle a+S(0)=S(a),} czyli: {\displaystyle a+1=S(a).}
Odstępy pomiędzy każdą liczbą a jej następnikiem są identyczne i równe 1.
Stąd: {\displaystyle 2=S(1),3=S(2),\dots }
Dla liczb naturalnych bez zera dodawanie, mnożenie i relację porządku wprowadzamy przez aksjomaty:
| Pojęcie          | Aksjomaty |
| ---------------- | --- |
| Dodawanie        | 6. {\displaystyle a+1=S(a)} 7. {\displaystyle a+S(b)=S(a+b)}                                                                  |
| Mnożenie         | 8. {\displaystyle a\cdot 1=a} 9. {\displaystyle a\cdot S(b)=a\cdot b+a}                                                       |
| Porządek liniowy | 10. {\displaystyle a\leqslant b} istnieje takie naturalne {\displaystyle k,} że {\displaystyle a+k=b} lub {\displaystyle a=b} |

### Inne aksjomatyki
Aksjomat indukcji jest najbardziej problematycznym z aksjomatów Peana. Sprawia on, że aksjomatyka liczb naturalnych nie jest wyrażona w języku pierwszego rzędu, ale za to (jak wykazał Richard Dedekind) jest ona kategoryczna, czyli każde dwa modele spełniające te aksjomaty są izomorficzne.
Ponieważ w logice głównym narzędziem są języki pierwszego rzędu, matematycy rozważają arytmetykę Peana (oznaczaną przez PA od angielskiego Peano arithmetic). Jest to teoria w języku pierwszego rzędu, która powstaje przez zastąpienie aksjomatu indukcji schematem (nieskończoną listą) aksjomatów pierwszego rzędu. Teoria PA jest znacznie słabsza niż aksjomatyzacja Peana, w szczególności nie jest kategoryczna i ma wiele nieizomorficznych modeli.
Z twierdzenia Gödla o niezupełności wynika, że dowolna „porządnie opisywalna” aksjomatyka liczb naturalnych w języku pierwszego rzędu jest niezupełna. Zatem dla każdego jej modelu (konstrukcji) istnieją takie zdania, które choć prawdziwe w obrębie danej konstrukcji, nie dają się wyprowadzić z aksjomatów. Arytmetyki Peana PA nie da się uzupełnić skończoną liczbą aksjomatów, tak aby prawdziwość każdego jej twierdzenia dawała się rozstrzygnąć. Matematycy znają takie twierdzenia teorii liczb (np. twierdzenie Goodsteina), których nie można udowodnić ani obalić na gruncie PA (choć wynikają one z aksjomatów Peana).
Inną aksjomatyką jest podejście Kaye (1991). Kaye nie definiuje aksjomatu indukcji, uznając go za część metajęzyka. Kaye zakłada w nim, że zero należy do liczb naturalnych i definiuje od razu dodawanie, mnożenie i relację porządku:
|     | Aksjomatyka Kaye                                                                                   |
| --- | -------------------------------------------------------------------------------------------------- |
| 1.  | {\displaystyle \bigwedge _{x,y,z\in \mathbb {N} }(x+y)+z=x+(y+z)}                                  |
| 2.  | {\displaystyle \bigwedge _{x,y\in \mathbb {N} }x+y=y+x}                                            |
| 3.  | {\displaystyle \bigwedge _{x,y,z\in \mathbb {N} }(x\cdot y)\cdot z=x\cdot (y\cdot z)}              |
| 4.  | {\displaystyle \bigwedge _{x,y\in \mathbb {N} }x\cdot y=y\cdot x}                                  |
| 5.  | {\displaystyle \bigwedge _{x,y,z\in \mathbb {N} }x\cdot (y+z)=x\cdot y+x\cdot z}                   |
| 6.  | {\displaystyle \bigwedge _{x\in \mathbb {N} }(x+0=x\land x\cdot 0=0)}                              |
| 7.  | {\displaystyle \bigwedge _{x\in \mathbb {N} }x\cdot 1=x}                                           |
| 8.  | {\displaystyle \bigwedge _{x,y,z\in \mathbb {N} }((x<y\land y<z)\Rightarrow x<z)}                  |
| 9.  | {\displaystyle \bigwedge _{x\in \mathbb {N} }\lnot (x<x)}                                          |
| 10. | {\displaystyle \bigwedge _{x,y\in \mathbb {N} }(x<y\lor x=y\lor x>y)}                              |
| 11. | {\displaystyle \bigwedge _{x,y,z\in \mathbb {N} }(x<y\Rightarrow x+z<y+z)}                         |
| 12. | {\displaystyle \bigwedge _{x,y,z\in \mathbb {N} }(0<z\land x<y\Rightarrow x\cdot z<y\cdot z)}      |
| 13. | {\displaystyle \bigwedge _{x,y\in \mathbb {N} }(x<y\Rightarrow \bigvee _{z\in \mathbb {N} }x+z=y)} |
| 14. | {\displaystyle 0<1\land \bigwedge _{x\in \mathbb {N} }(x>0\Rightarrow x\geqslant 1)}               |
| 15. | {\displaystyle \bigwedge _{x\in \mathbb {N} }x\geqslant 0}                                         |

Istnieją też systemy aksjomatycznej teorii mnogości równoważne arytmetyce Peana.

### Konstrukcja Fregego i Russella
Pierwsza konstrukcja liczb naturalnych, autorstwa Gottloba Fregego i niezależnie Bertranda Russella, definiuje je po prostu jako liczności (ściślej: moce) zbiorów skończonych. Relacja „dwa zbiory są równoliczne” pozwala na uporządkowanie zbiorów skończonych w klasy zbiorów o tej samej liczności. Etykiety przypisane tym klasom nazywamy liczbami naturalnymi.

### Konstrukcja von Neumanna
W teorii mnogości liczby naturalne konstruuje się w sposób zaproponowany przez Johna von Neumanna. W tym przypadku zbiór pusty utożsamiamy z zerem, następnik zera – liczbę jeden – utożsamiamy ze zbiorem złożonym z zera (zbioru pustego) i ogólniej następnik każdej liczby jest zbiorem, którego elementami są wszystkie poprzednie liczby.
{\displaystyle 0=\varnothing ,}
{\displaystyle 1=\{0\}=\{\varnothing \},}
{\displaystyle 2=\{0,1\}=\{\varnothing ,\{\varnothing \}\},}
{\displaystyle 3=\{0,1,2\}=\{\varnothing ,\{\varnothing \},\{\varnothing ,\{\varnothing \}\}\},}
{\displaystyle \vdots }
Jeśli przez {\displaystyle \mathbb {N} } oznaczać zbiór liczb naturalnych, wówczas:
{\displaystyle \mathbb {N} =\{\varnothing ,\{\varnothing \},\{\varnothing ,\{\varnothing \}\},\{\varnothing ,\{\varnothing \},\{\varnothing ,\{\varnothing \}\}\},\dots \}=\{0,1,2,3,\dots \}.}
W teorii mnogości zbiór liczb naturalnych oznacza się też przez {\displaystyle \omega } (por. liczba porządkowa).

### Niektóre podzbiory liczb naturalnych
- liczby pierwsze – liczby naturalne {\displaystyle x} większe od 1, których dzielnikami naturalnymi są tylko 1 oraz {\displaystyle x.}
- liczby Fermata – liczby naturalne postaci {\displaystyle F_{n}=2^{2^{n}}+1,} gdzie {\displaystyle n} jest liczbą naturalną
- liczby Mersenne’a – liczby określone wzorem {\displaystyle 2^{p}-1} gdzie p jest liczbą pierwszą
- liczby półpierwsze – posiadające dokładnie dwa dzielniki pierwsze
- liczby Fibonacciego – wyrazy ciągu Fibonacciego
- liczby doskonałe – liczby naturalne, które są sumą wszystkich swych dzielników właściwych.

## Liczby całkowite

### Aksjomatyka liczb całkowitych
Aksjomaty liczb całkowitych tworzy się, modyfikując aksjomatykę Peana przez wprowadzenie obok następnika, operacji poprzednika.
|    | Aksjomatyka liczb całkowitych |
| -- | --- |
| 1. | Istnieje liczba całkowita 0. |
| 2. | Dla każdej liczby całkowitej {\displaystyle x} istnieje dokładnie jedna liczba całkowita {\displaystyle S(x),} zwana jej następnikiem. |
| 3. | Dla każdej liczby całkowitej {\displaystyle x} istnieje liczba całkowita {\displaystyle P(x),} zwana jej poprzednikiem, taka, że {\displaystyle S(P(x))=P(S(x))=x.} |
| 4. | 0 jest różne od wszystkich jego kolejnych następników. |
| 5. | Aksjomat indukcji dwustronnej: Niech {\displaystyle M} będzie zbiorem takim, że: a. M zawiera przynajmniej jedną liczbę całkowitą b. dla każdej liczby całkowitej {\displaystyle x,} {\displaystyle x\in M\Rightarrow P(x),S(x)\in M} wtedy {\displaystyle M} zawiera wszystkie liczby całkowite. |

Istnieją inne aksjomatyki liczb całkowitych.

### Konstrukcja Grassmana liczb całkowitych
| Zbiór liczb całkowitych konstruujemy jako przestrzeń ilorazową relacji równoważności {\displaystyle \sim } określonej na zbiorze par liczb naturalnych (z zerem, lub bez zera – nie ma to tutaj znaczenia), zdefiniowanej następująco: {\displaystyle (a,\;b)\sim (c,\;d)\Leftrightarrow a+d=b+c,} gdzie {\displaystyle a,\;b,\;c,\;d\in \mathbb {N} } Nieściśle mówiąc, liczbę całkowitą można skonstruować jako zbiór wszystkich par liczb naturalnych, które dałyby ten sam wynik przy odejmowaniu. Przykłady - Liczba całkowita {\displaystyle 2} to zbiór {\displaystyle \{(2,\;0),\;(3,\;1),\;(4,\;2),\;(5,\;3),\;\ldots \;\}} zawierający pary liczb naturalnych, których różnica wynosi 2. - Liczba całkowita {\displaystyle -3} to zbiór {\displaystyle \{(0,\;3),\;(1,\;4),\;(2,\;5),\;(3,\;6),\;\ldots \;\}} |

Definicje działań:
| Pojęcie                     | Definicja                                                  |
| --------------------------- | ---------------------------------------------------------- |
| Dodawanie                   | {\displaystyle [(a,\;b)]+[(c,\;d)]=[(a+c,\;b+d)]}          |
| Element neutralny dodawania | {\displaystyle [(0,\;0)]}                                  |
| Element przeciwny           | {\displaystyle -[(a,\;b)]=[(b,\;a)]}                       |
| Mnożenie                    | {\displaystyle [(a,\;b)]\cdot [(c,\;d)]=[(ac+bd,\;ad+bc)]} |
| Element neutralny mnożenia  | {\displaystyle [(1,\;0)]}                                  |

gdzie {\displaystyle [(a,\;b)]} oznacza klasę abstrakcji odpowiadającą {\displaystyle (a,\;b).}
Podzbiór liczb całkowitych dodatnich (czyli takich, że w należących do nich parach {\displaystyle (a,\;b),} {\displaystyle a>b}) lub ewentualnie nieujemnych (w analogiczny sposób {\displaystyle a\geqslant b}) z tak samo zdefiniowanymi działaniami spełnia aksjomaty Peana, a zatem jest kolejną konstrukcją liczb naturalnych. Można więc uznać tak skonstruowane liczby naturalne za podzbiór liczb całkowitych.

### Niektóre podzbiory liczb całkowitych
- liczby naturalne
  - definiowane jako liczby całkowite dodatnie – liczby całkowite większe od zera
  - definiowane jako liczby całkowite nieujemne – liczby całkowite większe lub równe zeru
- liczby całkowite ujemne – liczby całkowite mniejsze od zera
- liczby całkowite niedodatnie – liczby całkowite mniejsze lub równe zeru

## Liczby wymierne

### Aksjomatyka liczb wymiernych
Liczby wymierne, jako pierwszy z konstruowanych w tym artykule rodzajów liczb, pozwalają wykonywać bez przeszkód cztery podstawowe działania arytmetyczne: dodawanie, odejmowanie, mnożenie i dzielenie. W języku algebry mówimy, że liczby wymierne tworzą ciało.
Ciało liczb wymiernych jest tzw. ciałem prostym, tzn. nie posiada podzbiorów będących ciałami (oprócz samego siebie). Istnieją inne ciała proste – ciała {\displaystyle \mathbb {Z} _{p}} reszt z dzielenia przez liczby pierwsze {\displaystyle p.} Okazuje się jednak, że oprócz liczb wymiernych i ciał reszt innych ciał prostych nie ma.
Zostało to wykorzystane do zaksjomatyzowania zbioru liczb wymiernych {\displaystyle \mathbb {Q} {:}}
1. {\displaystyle (\mathbb {Q} ,+,\cdot ,0,1)} jest ciałem prostym.
2. Ciało liczb wymiernych nie jest izomorficzne (równoważne) z ciałem reszt {\displaystyle \mathbb {Z} _{p}} dla żadnego {\displaystyle p}

Drugi warunek można równoważnie sformułować jako ciało liczb wymiernych nie jest skończone.
Można udowodnić, że dowolny zbiór, spełniający te aksjomaty zawiera:
- podzbiór {\displaystyle N} spełniający aksjomaty liczb naturalnych: najmniejszy (w sensie inkluzji) zbiór spełniający warunek {\displaystyle 0\in N\wedge (x\in N\Rightarrow x+1\in N)}
- podzbiór {\displaystyle Z} spełniający aksjomaty liczb całkowitych: najmniejszy (w sensie inkluzji) zbiór spełniający warunek {\displaystyle 0\in Z\wedge (x\in Z\Rightarrow x-1,x+1\in Z)}

Tym samym możemy stwierdzić, że niezależnie od konstrukcji, liczby naturalne i liczby całkowite są szczególnymi przypadkami liczb wymiernych, a ich zbiory zawierają się w zbiorze liczb wymiernych.

### Konstrukcja liczb wymiernych
Nieściśle mówiąc, liczby wymierne można skonstruować jako zbiór wszystkich takich par, gdzie pierwszy element pary jest liczbą całkowitą, a drugi niezerową liczbą całkowitą
Ściśle: zbiór liczb wymiernych {\displaystyle \mathbb {Q} } konstruujemy jako przestrzeń ilorazową relacji równoważności {\displaystyle \backsim \subset \left(\mathbb {Z} \times (\mathbb {Z} \setminus \{0\})\right)^{2}} określonej warunkiem:

Konstrukcja zbioru liczb wymiernych. Liczby wymierne zaznaczone na czerwonej linii to zbiory par liczb całkowitych, zaznaczonych kolorowymi kółkami

{\displaystyle (p,r)\backsim (q,s)\iff p\cdot s=r\cdot q} gdzie {\displaystyle p,q\in \mathbb {Z} ;\ r,s\in \mathbb {Z} \setminus \{0\}}
Czyli {\displaystyle \mathbb {Q} =\mathbb {Z} \times (\mathbb {Z} \setminus \{0\})/_{\backsim }}.
| Pojęcie                     | Definicja                                                              |
| --------------------------- | ---------------------------------------------------------------------- |
| Dodawanie                   | {\displaystyle [(a,\;b)]+[(c,\;d)]=[(ad+bc,\;bd)]}                     |
| Element neutralny dodawania | {\displaystyle [(0,\;1)]}                                              |
| Element przeciwny           | {\displaystyle -[(a,\;b)]=[(-a,\;b)]}                                  |
| Mnożenie                    | {\displaystyle [(a,\;b)]\cdot [(c,\;d)]=[(ac,\;bd)]}                   |
| Element neutralny mnożenia  | {\displaystyle [(1,\;1)]}                                              |
| Element odwrotny            | {\displaystyle [(a,\;b)]^{-1}=[(b,\;a)]} dla {\displaystyle a\neq 0}   |
| Porządek                    | {\displaystyle [(a,\;b)]<[(c,\;d)]\iff ad<bc} dla {\displaystyle bd>0} |

gdzie {\displaystyle [(a,\;b)]} oznacza klasę abstrakcji zawierającą {\displaystyle (a,\;b),} a znak {\displaystyle <} oznacza relację porządku w zbiorze liczb całkowitych. Klasy {\displaystyle [(a,\;b)]} zapisujemy w postaci {\displaystyle {\frac {a}{b}}} i nazywamy często ilorazem liczb {\displaystyle a} i {\displaystyle b.} Gdy {\displaystyle b=1,} piszemy po prostu {\displaystyle {\tfrac {a}{1}}=a.}
Przykłady
- Liczba wymierna {\displaystyle {\tfrac {1}{2}}} to zbiór {\displaystyle \{\dots ,(-1,-2),(1,2),(2,4),(3,6),\dots \}} zawierający pary liczb całkowitych.
- Liczba wymierna {\displaystyle {\tfrac {-3}{1}}} lub krócej {\displaystyle -3} to zbiór {\displaystyle \{\dots ,(-6,2),(-3,1),(3,-1),(6,-2),\dots \}}

## Liczby rzeczywiste
Często powtarzana legenda podaje, że pierwszą odkrytą liczbą, niebędącą liczbą wymierną (powiemy później niewymierną), była długość przekątnej kwadratu o boku jednostkowym. Liczbę tę, {\displaystyle {\sqrt {2}},} możemy jedynie obustronnie przybliżać wyrazami pewnego ciągu liczb wymiernych, nie da się jednak przedstawić jej przy pomocy stosunku liczb całkowitych. Innymi przykładami liczb o takiej własności są stosunek długości obwodu okręgu do jego średnicy, {\displaystyle \pi ,} oraz podstawa logarytmu naturalnego, {\displaystyle e.}
Klasycznie istnieją trzy podejścia do formalnej definicji zbioru liczb rzeczywistych: pierwszy z nich to definicja aksjomatyczna, drugi (metoda Dedekinda) – przy pomocy tzw. przekrojów Dedekinda, trzeci (metoda Cantora) – za pomocą tzw. ciągów Cauchy’ego liczb wymiernych.

### Aksjomatyka liczb rzeczywistych
Formalnie liczby rzeczywiste można zdefiniować jako strukturę algebraiczną {\displaystyle (\mathbb {R} ,+,\cdot ,0,1,\leqslant )} spełniającą następujące aksjomaty:
1. {\displaystyle (\mathbb {R} ,+,\cdot ,0,1,\leqslant )} jest ciałem uporządkowanym,
2. aksjomat ciągłości: każdy niepusty i ograniczony z góry podzbiór {\displaystyle \mathbb {R} } ma kres górny.

Równoważne sformułowanie aksjomatu ciągłości można otrzymać, używając przekrojów Dedekinda, podanych dalej.

### Aksjomatyka Tarskiego
Alfred Tarski stworzył alternatywną, minimalistyczną aksjomatykę. Niech {\displaystyle \mathbb {R} } będzie zbiorem, < relacją w {\displaystyle \mathbb {R} ,} + działaniem {\displaystyle +\colon \mathbb {R} \times \mathbb {R} \to \mathbb {R} .} Niech 1 będzie stałą.
Aksjomaty porządku

1. „<” jest relacją asymetryczną

2. {\displaystyle x<z\Rightarrow \bigvee _{y}x<y<z}

3. Jeśli {\displaystyle X,Y\subseteq \mathbb {R} } oraz dla każdego {\displaystyle x\in X} i dla każdego {\displaystyle y\in Y} zachodzi {\displaystyle x<y,} to istnieje taka liczba rzeczywista {\displaystyle z,} że dla każdych {\displaystyle x\in X} i {\displaystyle y\in Y,} jeśli {\displaystyle z\neq x} i {\displaystyle z\neq y,} to {\displaystyle x<z<y.}
Aksjomaty dodawania

4. {\displaystyle x+(y+z)=(x+z)+y}

5. Dla dowolnych {\displaystyle x,y,} istnieje {\displaystyle z,} takie że {\displaystyle x+z=y}

6. {\displaystyle x+y<z+w\Rightarrow x<z\vee y<w}
Aksjomaty jedności

7. {\displaystyle 1\in \mathbb {R} }

8. {\displaystyle 1<1+1}
W aksjomatach Tarskiego nie jest używane mnożenie. Udowodnił on jednak, że z tych aksjomatów wynika istnienie działania mnożenia, spełniającego wraz z dodawaniem aksjomaty ciała.

### Konstrukcja przy pomocy przekrojów Dedekinda
Niech {\displaystyle \mathbf {X} } będzie niepustym zbiorem takim, że między jego elementami określona jest relacja silnego porządku liniowego {\displaystyle \prec ,} którą będziemy nazywać relacją mniejszości.
Przekrojem Dedekinda zbioru {\displaystyle \mathbf {X} } nazywamy parę zbiorów {\displaystyle (A,B)} taką, że {\displaystyle A,B\subseteq \mathbf {X} } oraz spełnione są następujące warunki:
1. {\displaystyle A\neq \varnothing ,B\neq \varnothing ,}
2. {\displaystyle A\cup B=\mathbf {X} ,}
3. jeżeli {\displaystyle a\in A} i {\displaystyle b\in B,} to {\displaystyle a<b,}
4. {\displaystyle A\cap B=\emptyset .}

Zbiór {\displaystyle A} nazywamy klasą dolną, a zbiór {\displaystyle B} klasą górną przekroju. Przekrój wyznaczony parą zbiorów {\displaystyle (A,B)} oznaczamy {\displaystyle [A,B].}
Aksjomat ciągłości Dedekinda można inaczej sformułować w następujący sposób:
Jeżeli {\displaystyle [A,B]} jest przekrojem Dedekinda zbioru {\displaystyle \mathbf {X} ,} to albo klasa dolna {\displaystyle A} ma element największy, albo klasa górna {\displaystyle B} ma element najmniejszy.
Przyjmijmy {\displaystyle \mathbf {X} =\mathbb {Q} .} Każdy przekrój Dedekinda {\displaystyle [A,B]} tego zbioru można interpretować jako wzajemne położenie elementów pary, której pierwszy elementem są uzupełniające się półproste, a drugim zbiór {\displaystyle \mathbb {Q} .} Przy tym istnieją trzy możliwości:
1. {\displaystyle A} ma element największy, należący do {\displaystyle \mathbb {Q} ,}
2. {\displaystyle B} ma element najmniejszy, należący do {\displaystyle \mathbb {Q} ,}
3. Klasa {\displaystyle A} nie ma elementu największego oraz klasa {\displaystyle B} nie ma elementu najmniejszego.

Ilustracja powyższych możliwości:
ad 1. {\displaystyle A=\{x\in \mathbb {Q} \colon x\leqslant 1\},B=\{x\in \mathbb {Q} \colon x>1\}}
ad 2. {\displaystyle A=\{x\in \mathbb {Q} \colon x<1\},B=\{x\in \mathbb {Q} \colon x\geqslant 1\}}
ad 3. {\displaystyle A=\{x\in \mathbb {Q} \colon x<0\vee x^{2}<2\},B=\{x\in \mathbb {Q} \colon x>0\wedge x^{2}>2\}}
W przypadku 3. mówimy, że przekrój {\displaystyle [A,B]} wyznacza lukę – ponieważ równanie {\displaystyle x^{2}=2} nie ma rozwiązania w ciele liczb wymiernych, tym samym zbiór liczb wymiernych nie spełnia aksjomatu ciągłości Dedekinda.
Liczby rzeczywiste można zdefiniować jako przekroje Dedekinda zbioru liczb wymiernych.
Przekroje typu 1 i 2 nazywamy liczbami rzeczywistymi wymiernymi. Dwa przekroje typu 1 i 2 wyznaczające tę samą liczbę rzeczywistą wymierną uważamy za równe:
{\displaystyle [A,B]=[C,D]\Leftrightarrow A\cap D=B\cap C=\emptyset }
Natomiast jeśli przekrój {\displaystyle [A,B]} wyznacza lukę, to nazywamy go liczbą rzeczywistą niewymierną.
Określmy {\displaystyle \mathbb {Q} _{-}=\{x\in \mathbb {Q} \colon x\leqslant 0\}} oraz {\displaystyle \mathbb {Q} _{+}:=\mathbb {Q} \setminus \mathbb {Q} _{-}.}
| Pojęcie                     | Definicja |
| --------------------------- | --- |
| Dodawanie                   | {\displaystyle [A_{1},B_{1}]+[A_{2},B_{2}]=[A_{1}+A_{2},B_{1}+B_{2}]} |
| Element neutralny dodawania | {\displaystyle {\overline {0}}=[\mathbb {Q} _{-},\mathbb {Q} _{+}]} |
| Element przeciwny           | {\displaystyle -[A_{1},B_{1}]=[-B_{1},-A_{1}]} |
| Mnożenie                    | Gdy {\displaystyle \mathbb {Q} _{-}\subset A_{1},\mathbb {Q} _{-}\subset A_{2}} {\displaystyle [A_{1},B_{1}]\cdot [A_{2},B_{2}]=[A_{3},B_{3}],} przy czym: {\displaystyle [A_{3},B_{3}]=[\mathbb {Q} _{-}\cup (A_{1}\setminus \mathbb {Q} _{-})\cdot (A_{2}\setminus \mathbb {Q} _{-}),\mathbb {Q} \setminus A_{3}]} Gdy {\displaystyle A_{1},A_{2}\subset \mathbb {Q} _{-}} wtedy {\displaystyle \mathbb {Q} _{-}\subset -B_{1},\mathbb {Q} _{-}\subset -B_{2}} {\displaystyle [A_{1},B_{1}]\cdot [A_{2},B_{2}]=[-B_{1},-A_{1}]\cdot [-B_{2},-A_{2}]} Gdy {\displaystyle A_{1}\subset \mathbb {Q} _{-}\subset A_{2},} to {\displaystyle \mathbb {Q} _{-}\subset -B_{1}} {\displaystyle [A_{1},B_{1}]\cdot [A_{2},B_{2}]=-([-B_{1},-A_{1}]\cdot [A_{2},B_{2}])} Gdy {\displaystyle A_{2}\subset \mathbb {Q} _{-}\subset A_{1}} {\displaystyle [A_{1},B_{1}]\cdot [A_{2},B_{2}]=-([-B_{2},-A_{2}]\cdot [A_{1},B_{1}])} (przypadek jak wyżej) |
| Porządek                    | {\displaystyle [A_{1},B_{1}]<[A_{2},B_{2}]\iff A_{1}\subset A_{2}\wedge [A_{1},B_{1}]\neq [A_{2},B_{2}]} |

Wykazuje się, że zbiór {\displaystyle \mathbb {R} } z działaniami i porządkiem określonymi jak w tabeli spełnia aksjomaty ciała uporządkowanego oraz aksjomat ciągłości Dedekinda.
Działania w tym zbiorze oznaczamy tak samo jak działania w zbiorze liczb wymiernych.

### Konstrukcja przy pomocy ciągów Cauchy’ego liczb wymiernych
Niech {\displaystyle {\mathcal {F}}(\mathbb {N} ,\mathbb {Q} )} będzie zbiorem wszystkich odwzorowań zbioru liczb naturalnych w zbiór liczb wymiernych.
Ciąg liczb wymiernych {\displaystyle (a_{n})_{n\in \mathbb {N} }\in {\mathcal {F}}(\mathbb {N} ,\mathbb {Q} )} nazywamy ciągiem Cauchy’ego, gdy
{\displaystyle \bigwedge _{\mathbb {Q} \ni \varepsilon >0}\bigvee _{n_{0}\in \mathbb {N} }\bigwedge _{p,q>n_{0}}|a_{p}-a_{q}|<\varepsilon }
Zbiór wszystkich ciągów Cauchy’ego, należących do {\displaystyle {\mathcal {F}}(\mathbb {N} ,\mathbb {Q} )} oznaczmy {\displaystyle {\mathcal {C}}.} W zbiorze tym wprowadzamy relację równoważności {\displaystyle \sim {:}}
{\displaystyle (a_{n})_{n\in \mathbb {N} }\sim (b_{n})_{n\in \mathbb {N} }\iff \bigwedge _{\mathbb {Q} \ni \varepsilon >0}\bigvee _{n_{0}\in \mathbb {N} }\bigwedge _{n>n_{0}}|a_{n}-b_{n}|<\varepsilon .}
Łatwo sprawdzić, że istotnie jest ona zwrotna, symetryczna i przechodnia.
Zbiór {\displaystyle \mathbb {R} } jest przestrzenią ilorazową {\displaystyle {\mathcal {C}}/_{\sim }.} Wówczas {\displaystyle \mathbb {Q} } możemy identyfikować ze zbiorem klas ciągów stałych. Mówimy, że zanurzyliśmy {\displaystyle \mathbb {Q} } w {\displaystyle \mathbb {R} .}
Działania w {\displaystyle \mathbb {Q} } przenoszą się na działania w {\displaystyle {\mathcal {F}}(\mathbb {N} ,\mathbb {Q} ),} a więc także na {\displaystyle {\mathcal {C}}.} Dzięki temu możemy wprowadzić działania i porządek w {\displaystyle \mathbb {R} ={\mathcal {C}}/_{\sim },} ograniczając się do reprezentantów. Niech {\displaystyle (a_{n})_{n\in \mathbb {N} },(b_{n})_{n\in \mathbb {N} }\in {\mathcal {C}}.}
| Pojęcie                     | Definicja |
| --------------------------- | --- |
| Dodawanie                   | {\displaystyle [(a_{n})_{n\in \mathbb {N} }]+[(b_{n})_{n\in \mathbb {N} }]=[(a_{n}+b_{n})_{n\in \mathbb {N} }]}                                                                 |
| Element neutralny dodawania | {\displaystyle [0]} – ciąg stale równy {\displaystyle 0} |
| Element przeciwny           | {\displaystyle -[(a_{n})_{n\in \mathbb {N} }]=[(-a_{n})_{n\in \mathbb {N} }]}                                                                                                   |
| Mnożenie                    | {\displaystyle [(a_{n})_{n\in \mathbb {N} }]\cdot [(b_{n})_{n\in \mathbb {N} }]=[(a_{n}b_{n})_{n\in \mathbb {N} }]}                                                             |
| Element neutralny mnożenia  | {\displaystyle [1]} – ciąg stale równy {\displaystyle 1} |
| Porządek                    | {\displaystyle [(a_{n})_{n\in \mathbb {N} }]>[(b_{n})_{n\in \mathbb {N} }]\iff \bigvee _{0<r\in \mathbb {Q} }\bigvee _{n_{0}\in \mathbb {N} }\bigwedge _{n>n_{0}}b_{n}<a_{n}-r} |

Wykazuje się, że definicja ta spełnia aksjomaty ciała uporządkowanego i nie zależy od wyboru reprezentantów.
Ciało liczb rzeczywistych zawiera podciało, spełniające aksjomaty liczb wymiernych. Można zatem powiedzieć, że liczby wymierne są podzbiorem zbioru liczb rzeczywistych.
Patrząc z drugiej strony, zbiór liczb wymiernych został przy tej konstrukcji uzupełniony o pewne nowe elementy. Elementy te nazywamy liczbami niewymiernymi, a ich zbiór oznaczamy po prostu {\displaystyle \mathbb {R} \setminus \mathbb {Q} .}
Rozszerzanie liczb wymiernych za pomocą ciągów Cauchy’ego przy zmienionej definicji {\displaystyle |a|} w relacji {\displaystyle \sim } prowadzi do zupełnie innego rodzaju liczb. Zobacz sekcję liczby p-adyczne.

### Niektóre podzbiory zbioru liczb rzeczywistych
Oprócz zdefiniowanych wcześniej liczb naturalnych, całkowitych i wymiernych warto wyróżnić:
- liczby dodatnie – większe od zera,
- liczby ujemne – mniejsze od zera,
- liczby nieujemne – większe lub równe zeru,
- liczby niedodatnie – mniejsze lub równe zeru,
- liczby niewymierne – liczby rzeczywiste niedające się przedstawić jako iloraz dwóch liczb całkowitych.

## Liczby zespolone

### Aksjomatyka liczb zespolonych
Liczby zespolone są jedynym skończeniewymiarowym przemiennym ciałem obejmującym liczby rzeczywiste, różnym od ciała liczb rzeczywistych.

### Konstrukcja Cayleya-Dicksona
Konstrukcja Cayleya-Dicksona jest metodą rozszerzania unormowanej przestrzeni liniowej przez tworzenie par jej elementów {\displaystyle (a,\;b),} a następnie definiowanie działań w następujący sposób:
| Pojęcie                     | Definicja |
| --------------------------- | --- |
| Dodawanie                   | {\displaystyle (a,\;b)+(c,\;d)=(a+c,\;b+d)}                                                                              |
| Element neutralny dodawania | {\displaystyle (0,\;0)}                                                                                                  |
| Element przeciwny           | {\displaystyle -(a,\;b)=(-a,\;-b)}                                                                                       |
| Mnożenie                    | {\displaystyle (a,\;b)(c,\;d)=(ac-d^{*}b,\;da+bc^{*})}                                                                   |
| Element neutralny mnożenia  | {\displaystyle (1,\;0)}                                                                                                  |
| Element odwrotny            | {\displaystyle (a,\;b)^{-1}=\left({\frac {a^{*}}{\|a\|^{2}+\|b\|^{2}}},\;-{\frac {b}{\|a\|^{2}+\|b\|^{2}}}\right)}       |
| Element sprzężony           | {\displaystyle (a,\;b)^{*}=(a^{*},\;-b)}                                                                                 |
| Norma                       | {\displaystyle \|(a,\;b)\|={\sqrt {(a,\;b)^{*}(a,\;b)}}={\sqrt {(a^{*}a+bb^{*},\;ab-ba)}}={\sqrt {\|a\|^{2}+\|b\|^{2}}}} |

{\displaystyle a^{*}=a} oznacza tu liczbę sprzężoną do {\displaystyle a,} czyli taką, że {\displaystyle a^{*}a=|a|^{2}}
Liczby zespolone można utworzyć za pomocą tej konstrukcji, zastosowanej do liczb rzeczywistych, pamiętając, że dla liczb rzeczywistych {\displaystyle a^{*}=a,} a norma {\displaystyle |a|} jest wartością bezwzględną. Stosując tę samą konstrukcję do liczb zespolonych, dostajemy tzw. kwaterniony, następnie stosując ją do kwaternionów – oktoniony, a po zastosowaniu jej do oktonionów – sedeniony.
Tym samym każda liczba zespolona jest konstruowana jako para liczb rzeczywistych.
Działania arytmetyczne na poziomie rachunków na liczbach zespolonych są równoważne wprowadzeniu dodatkowej liczby {\displaystyle i} (tzw. jednostki urojonej), posiadającej właściwość {\displaystyle i^{2}=-1} i utożsamieniu pary {\displaystyle (a,\;b)} z sumą {\displaystyle a+ib.}
Liczbę {\displaystyle a} nazywa się częścią rzeczywistą liczby zespolonej i oznacza {\displaystyle \operatorname {Re} (z),} a liczbę {\displaystyle b} częścią urojoną i oznacza {\displaystyle \operatorname {Im} (z)}

### Płaszczyzna zespolona
Liczby zespolone można interpretować jako punkty płaszczyzny z odpowiednio zdefiniowanym dodawaniem i mnożeniem. Jest to tzw. płaszczyzna zespolona, zwana czasem płaszczyzną Gaussa.
Dodawanie odpowiada wówczas przesunięciu o wektor (por. translacja), a mnożenie przez liczbę zespoloną o module równym 1 – obrotowi o pewien kąt wokół środka układu współrzędnych. Norma w tym przypadku to odległość euklidesowa od początku układu współrzędnych. Liczbę sprzężoną możemy interpretować jako odbicie lustrzane względem osi rzeczywistej (symetria osiowa względem prostej {\displaystyle \operatorname {Im} (z)=0}).
Płaszczyzna zespolona jest kolejną konstrukcją ciała liczb zespolonych.

### Liczby algebraiczne
Oprócz zdefiniowanych wcześniej rodzajów liczb w ciele liczb zespolonych zawiera się ważne podciało: liczby algebraiczne. Są to liczby zespolone będące pierwiastkami pewnego niezerowego wielomianu o współczynnikach wymiernych. Zbiór liczb algebraicznych {\displaystyle \mathbb {A} } z dodawaniem i mnożeniem tworzy ciało. W przeciwieństwie do {\displaystyle \mathbb {R} } i {\displaystyle \mathbb {C} } jest jednak przeliczalny.
W języku algebry możemy powiedzieć, że liczby algebraiczne to elementy algebraiczne ciała liczb zespolonych {\displaystyle \mathbb {C} } nad ciałem liczb wymiernych {\displaystyle \mathbb {Q} .}
Liczby zespolone niebędące liczbami algebraicznymi nazywamy liczbami przestępnymi. Należą do nich m.in. {\displaystyle \pi } oraz e.
Liczby algebraiczne są w ogólności zespolone, ale wśród nich istnieją także liczby rzeczywiste (w szczególności wszystkie liczby wymierne są algebraiczne). Nazywamy je po prostu rzeczywistymi liczbami algebraicznymi. Istnieje też nieskończona liczba ciał węższych od rzeczywistych liczb algebraicznych, lecz szerszych od liczb wymiernych, np. ciało liczb postaci {\displaystyle a+b{\sqrt {2}},} gdzie {\displaystyle a,b\in \mathbb {Q} .}
Istnieją też całkowite liczby algebraiczne. Nie oznacza to jednak przecięcia zbiorów liczb algebraicznych i liczb całkowitych, lecz liczby zespolone będące pierwiastkami wielomianu o współczynnikach całkowitych i współczynniku przy największej potędze {\displaystyle x,} równym 1. Liczby takie tworzą pierścień, gdyż suma, różnica i iloczyn dwóch całkowitych liczb algebraicznych daje również taką liczbę.

## Kwaterniony

### Aksjomatyka kwaternionów
Kwaterniony są jedynym skończeniewymiarowym pierścieniem z dzieleniem {\displaystyle K,} obejmującym ciało liczb zespolonych, w którym zachodzi {\displaystyle a\alpha =\alpha a,} dla wszystkich {\displaystyle a\in \mathbb {R} ,\alpha \in K}.

### Konstrukcja kwaternionów
Konstrukcja Cayleya-Dicksona może być zastosowana do liczb zespolonych. Dostajemy wówczas liczby, zwane kwaternionami. Każdą z nich można przedstawić w postaci {\displaystyle h=a+bi+cj+dk,} gdzie liczby {\displaystyle 1,} {\displaystyle i,} {\displaystyle j,} {\displaystyle k}
mnożą się według poniższej tabeli:
| {\displaystyle \times } | {\displaystyle 1} | {\displaystyle i}  | {\displaystyle j}  | {\displaystyle k}  |
| {\displaystyle 1}       | {\displaystyle 1} | {\displaystyle i}  | {\displaystyle j}  | {\displaystyle k}  |
| {\displaystyle i}       | {\displaystyle i} | {\displaystyle -1} | {\displaystyle k}  | {\displaystyle -j} |
| {\displaystyle j}       | {\displaystyle j} | {\displaystyle -k} | {\displaystyle -1} | {\displaystyle i}  |
| {\displaystyle k}       | {\displaystyle k} | {\displaystyle j}  | {\displaystyle -i} | {\displaystyle -1} |

Kwaterniony nie tworzą zwykłego ciała, gdyż ich mnożenie nie jest przemienne. Posiadają jednak wszystkie inne właściwości wymagane od ciała, stąd czasem mówi się o ciele nieprzemiennym kwaternionów. Kwaterniony są jedynym możliwym rozszerzeniem ciała liczb zespolonych, zachowującym te właściwości.

## Oktoniony (oktawy Cayleya)
Stosując ponownie konstrukcję Cayleya-Dicksona, tym razem do kwaternionów, uzyskujemy tzw. oktawy Cayleya albo inaczej oktoniony.
Liczba zespolona była parą liczb rzeczywistych, kwaternion – czwórką, a oktawa jest ósemką liczb rzeczywistych.
Mnożenie oktonionów jest nie tylko nieprzemienne, ale także nie jest już łączne. Oktawy stanowią jedyną algebrę skończonego wymiaru nad ciałem liczb rzeczywistych z wykonalnym dzieleniem, w której mnożenie nie jest łączne, ale jest łączne w algebrze tworzonej przez każde dwa z jej elementów.

## Sedeniony
Sedeniony powstają po zastosowaniu konstrukcji Cayleya-Dicksona do oktonionów. Sedeniony mają jeszcze gorsze właściwości algebraiczne – pojawiają się tzw. dzielniki zera, czyli istnieją wśród nich niezerowe liczby, których iloczyn jest zerem.

## Algebry Clifforda
Liczby zespolone, kwaterniony, oktoniony i sedeniony można było przedstawić w postaci zapisu
{\displaystyle r_{0}+r_{1}e_{1}+r_{2}e_{2}+\ldots +r_{n}e_{n},}
gdzie {\displaystyle r_{i}} to liczby rzeczywiste, a {\displaystyle e_{i}} to różnego rodzaju stałe – jednostki urojone. Działania na liczbach były całkowicie określone przez iloczyny jednostek urojonych {\displaystyle e_{i}.}
Algebry Clifforda uogólniają te liczby, pozwalając na odmienne definicje tych iloczynów, przy czym w niezdegenerowanych algebrach Clifforda stosowanych do konstrukcji liczb przyjmuje się zawsze:
- {\displaystyle e_{i}^{2}=+1} lub {\displaystyle e_{i}^{2}=-1}
- {\displaystyle e_{i}e_{j}=-e_{j}e_{i}} dla {\displaystyle i\neq j}

Ogólnie algebra Clifforda jest wyznaczona przez formę kwadratową {\displaystyle q} w {\displaystyle n}-wymiarowej przestrzeni wektorowej {\displaystyle V{:}}
- {\displaystyle v^{2}=q(v)}
- {\displaystyle vw+wv=q(v+w)-q(v)-q(w)}

Jeśli bazę przestrzeni wektorowej {\displaystyle V} stanowi zbiór {\displaystyle \{e_{1},e_{2},\dots e_{n}\},} to bazę algebry Clifforda nad {\displaystyle V} stanowi zbiór
{\displaystyle \{e_{i_{1}}e_{i_{2}}\ldots e_{i_{k}}\colon 1\leqslant i_{1}<i_{2}<\ldots <i_{k}\leqslant n{\mbox{ i }}0\leqslant k\leqslant n\}}
Dla {\displaystyle n}-wymiarowej przestrzeni {\displaystyle V} przestrzeń algebry Clifforda ma wymiar {\displaystyle 2^{n}.}
Na elementach {\displaystyle e_{i}} bazy przestrzeni {\displaystyle V} zdefiniujemy mnożenie. Liczby {\displaystyle p} tych elementów, których kwadraty są równe +1, oraz {\displaystyle q} elementów o kwadratach równych -1 określają z dokładnością do izomorfizmu całą wygenerowaną w ten sposób algebrę. Jest ona wówczas oznaczana {\displaystyle C\ell _{p,q}(\mathbb {R} )}
Wiele spośród algebr Clifforda nad ciałem liczb rzeczywistych jest uważanych za odmiany liczb. Są to m.in.:
- liczby zespolone {\displaystyle C\ell _{0,1}(\mathbf {R} )}
- liczby podwójne {\displaystyle C\ell _{1,0}(\mathbf {R} )}
- kwaterniony {\displaystyle C\ell _{0,2}(\mathbf {R} )}
- bikwaterniony Clifforda {\displaystyle C\ell _{0,3}(\mathbf {R} )}
- kokwaterniony {\displaystyle C\ell _{1,1}(\mathbf {R} )} lub {\displaystyle C\ell _{2,0}(\mathbf {R} )}
- algebra czasoprzestrzeni Minkowskiego {\displaystyle C\ell _{1,3}(\mathbf {R} ).}

Algebrę Clifforda osobliwej formy {\displaystyle q(v)=0} na przestrzeni {\displaystyle V} wymiaru 1 nazywamy algebrą liczb dualnych; ma ona szereg zastosowań, np. w geometrii.

### Konstrukcja przez użycie pierścienia ilorazowego
W algebrze abstrakcyjnej liczby zespolone, liczby dualne i liczby podwójne można zdefiniować jako pierścienie ilorazowe pierścienia wielomianów o współczynnikach rzeczywistych przez ideały generowane przez odpowiednie wielomiany:
- liczby zespolone {\displaystyle \mathbb {R} [X]/(X^{2}+1),}
- liczby dualne {\displaystyle \mathbb {R} [X]/(X^{2}),}
- liczby podwójne {\displaystyle \mathbb {R} [X]/(X^{2}-1).}

Liczby zespolone tworzą ciało, gdyż {\displaystyle (X^{2}+1)} jest ideałem maksymalnym.

## Liczby p-adyczne

### Aksjomatyka liczb p-adycznych
Ciała {\displaystyle \mathbb {Q} _{p}} liczb p-adycznych (dla p będących dowolnymi liczbami pierwszymi) są jedynymi możliwymi uzupełnieniami ciała liczb wymiernych według nietrywialnej normy, nierównoważnej z wartością bezwzględną.

### Konstrukcja liczb p-adycznych
Liczby rzeczywiste konstruowaliśmy (zobacz) m.in. jako zbiory ciągów Cauchy’ego liczb wymiernych o tej samej granicy.
Liczby rzeczywiste były klasami równoważności relacji
{\displaystyle \sim {:}}
{\displaystyle (a_{n})_{n\in \mathbb {N} }\sim (b_{n})_{n\in \mathbb {N} }\iff \bigwedge _{\mathbb {Q} \ni \varepsilon >0}\bigvee _{n_{0}\in \mathbb {N} }\bigwedge _{n>n_{0}}|a_{n}-b_{n}|<\varepsilon .}
W definicji tej występuje wartość bezwzględna {\displaystyle |a|.}
Liczby p-adyczne dostaniemy, zmieniając ją na normę {\displaystyle |a|=p^{-w_{p}(a)}} i {\displaystyle |0|=0,} gdzie {\displaystyle w_{p}(a)\in \mathbb {Z} } jest wykładnikiem przy liczbie pierwszej {\displaystyle p} w rozkładzie liczby wymiernej {\displaystyle a} na czynniki pierwsze.
Liczby p-adyczne tworzą ciała. Ciała dla dwóch różnych wartości {\displaystyle p} nie są jednak izomorficzne.
Liczby p-adyczne są używane w teorii liczb do rozwiązywania tzw. równań diofantycznych, czyli równań, w których niewiadome mogą przyjmować tylko wartości całkowite. W kryptografii tego typu równania są stosowane do łamania szyfrów.

## Liczby kardynalne
Innym niż liczby całkowite sposobem rozszerzenia pojęcia liczb naturalnych są tzw. liczby kardynalne.
Uogólnieniem pojęcia liczności zbioru skończonego na wszelkie zbiory, także nieskończone, jest tzw. moc zbioru. Dwa zbiory {\displaystyle A} i {\displaystyle B} są równoliczne (mają tę samą moc), jeśli elementy zbioru {\displaystyle A} można połączyć w pary z elementami zbioru {\displaystyle B,} tak aby każdy element zbioru {\displaystyle A} i każdy element zbioru {\displaystyle B} były wykorzystane raz i tylko raz.
Na gruncie naiwnej (nieaksjomatycznej) teorii mnogości stwierdza się, że liczba kardynalna to klasa równoważności relacji równoliczności zbiorów. Wówczas moc zbioru to liczba kardynalna, która jest klasą równoważności tego zbioru. Formalizacja tego podejścia na gruncie ZF jest trochę złożona, bo tak zdefiniowane liczby kardynalne nie byłyby zbiorami, a klasami właściwymi. Nawet używając formalizacji teorii mnogości dozwalającej na użycie klas, nie moglibyśmy zdefiniować klasy wszystkich liczb kardynalnych, należy więc ograniczać się do „fragmentów początkowych” klas równoważności i pokonać szereg technicznych komplikacji.
Z tego powodu na gruncie aksjomatycznej teorii mnogości definiuje się liczby kardynalne w nieco odmienny sposób: liczba kardynalna to tzw. początkowa liczba porządkowa, czyli taka liczba porządkowa, która nie jest równoliczna z żadną liczbą porządkową od niej mniejszą (równoważnie: liczba porządkowa, która nie jest równoliczna z żadnym swoim elementem). Przy założeniu AC każdy zbiór jest równoliczny z pewną (tak zdefiniowaną) liczbą kardynalną nazywaną mocą tego zbioru.
Działaniami na liczbach kardynalnych zajmuje się arytmetyka liczb kardynalnych.
Liczby kardynalne i opisane dalej liczby porządkowe nie tworzą w ogóle zbiorów. Założenie, że można utworzyć zbiór liczb kardynalnych lub porządkowych, prowadzi do sprzeczności.

## Liczby porządkowe
Kolejnym rozszerzeniem liczb naturalnych (a także kardynalnych) są tzw. liczby porządkowe. Liczby naturalne są używane do kolejnego numerowania elementów skończonych zbiorów, np. pierwsze jabłko, drugie itp. Georg Cantor uogólnił tak stosowane pojęcie liczb naturalnych na numerowanie elementów zbiorów o mocach większych od mocy zbioru liczb naturalnych.
Niech {\displaystyle (M,\leqslant _{1})} i {\displaystyle (N,\leqslant _{2})} będą zbiorami uporządkowanymi. Powiemy, że odwzorowanie {\displaystyle f\colon M\to N} jest izomorfizmem porządków, jeśli
{\displaystyle f} jest bijektywne oraz
{\displaystyle \forall _{x,y\in M}\left(x\leqslant _{1}y\Leftrightarrow f(x)\leqslant _{2}f(y)\right)} (tzn. {\displaystyle f} oraz {\displaystyle f^{-1}} są monotoniczne).
Jeśli istnieje izomorfizm porządkowy z {\displaystyle M} na {\displaystyle N,} to powiemy, że te porządki są izomorficzne. Izomorficzne zbiory uporządkowane są nierozróżnialne na gruncie teorii porządku. Są też zawsze równoliczne.
W początkach rozwoju teorii mnogości liczby porządkowe były definiowane jako klasy równoważności izomorfizmu zbiorów dobrze uporządkowanych. Podejście to było dość intuicyjne, jednak prowadzi ono do technicznych trudności przy formalizacji na gruncie ZF. Dlatego też współcześnie przyjmujemy definicję liczb porządkowych podaną przez Johna von Neumanna:
liczba porządkowa to zbiór α taki, że
(i) każdy element {\displaystyle \beta \in \alpha } jest podzbiorem α (tzn. {\displaystyle (\forall \beta \in \alpha )(\beta \subseteq \alpha )}), oraz
(ii) każde dwa elementy zbioru {\displaystyle \alpha } są porównywalne w relacji inkluzji (tzn. {\displaystyle (\forall \beta ,\gamma \in \alpha )(\beta \subseteq \gamma \ \vee \ \gamma \subseteq \beta )}).
Równoważnie – liczba porządkowa to taki zbiór α, który spełnia warunek (i) sformułowany powyżej i jest dobrze uporządkowany przez relację należenia (tzn. {\displaystyle (\alpha ,\in )} jest dobrym porządkiem).
Każdy dobry porządek jest izomorficzny z pewną liczbą porządkową von Neumanna (na grunie ZF), więc można o tych liczbach myśleć jako o reprezentantach klas abstrakcji izomorfizmu dobrych porządków.
Liczby porządkowe nie tworzą zbioru, lecz klasę właściwą. Działaniami na liczbach porządkowych zajmuje się arytmetyka liczb porządkowych.

## Liczby hiperrzeczywiste
Liczby hiperrzeczywiste (ang. hyperreal numbers) {\displaystyle ^{*}\mathbb {R} } są ciałem zawierającym w sobie liczby rzeczywiste, liczby nieskończone oraz infinitezymalne (większe od zera, ale mniejsze od każdej rzeczywistej liczby dodatniej).

### Aksjomatyka liczb hiperrzeczywistych
Aksjomaty Keislera:
1. {\displaystyle \mathbb {R} } jest ciałem uporządkowanym liczb rzeczywistych
2. {\displaystyle ^{*}\mathbb {R} } jest uporządkowanym nadciałem {\displaystyle \mathbb {R} }
3. (Aksjomat funkcji) Dla każdej funkcji {\displaystyle f} o {\displaystyle n} argumentach rzeczywistych istnieje odpowiadająca jej funkcja {\displaystyle ^{*}f} o {\displaystyle n} argumentach hiperrzeczywistych, przy czym dowolne działania na argumentach {\displaystyle f} prowadzą do tego samego wyniku, co analogiczne działania na argumentach {\displaystyle ^{*}f.}
4. (Aksjomat rozwiązania) Jeśli jakiś układ równań i nierówności ma rozwiązanie rzeczywiste, ma także odpowiadające mu rozwiązanie hiperrzeczywiste.
5. Jeśli {\displaystyle S} jest zbiorem równań i nierówności, złożonym z funkcji, stałych hiperrzeczywistych i zmiennych, takim, że {\displaystyle S} ma mniejszą moc zbioru niż {\displaystyle ^{*}\mathbb {R} ,} i każdy skończony podzbiór {\displaystyle S} ma rozwiązanie w liczbach hiperrzeczywistych, to {\displaystyle S} ma rozwiązanie w liczbach hiperrzeczywistych.

Zachodzi tu następujące twierdzenie Keislera: istnieje jedna i tylko jedna (z dokładnością do izomorfizmu) struktura algebraiczna taka, że aksjomaty te są spełnione. Strukturę tę nazywamy algebrą liczb hiperrzeczywistych.

### Konstrukcja liczb hiperrzeczywistych
Liczby hiperrzeczywiste można skonstruować jako nieskończone ciągi liczb rzeczywistych {\displaystyle (a_{0},a_{1},\dots )}. Liczba rzeczywista zostaje utożsamiona z ciągiem stałym i tym samym liczby hiperrzeczywiste obejmują wszystkie liczby rzeczywiste.
Dodawanie jest zdefiniowane jako sumowanie kolejnych wyrazów ciągów:
{\displaystyle (a_{0},a_{1},a_{2},\dots )+(b_{0},b_{1},b_{2},\dots )=(a_{0}+b_{0},a_{1}+b_{1},a_{2}+b_{2},\dots )}
Podobnie mnożenie:
{\displaystyle (a_{0},a_{1},a_{2},\dots )\cdot (b_{0},b_{1},b_{2},\dots )=(a_{0}\cdot b_{0},a_{1}\cdot b_{1},a_{2}\cdot b_{2},\dots )}
Wprowadzenie porządku nie jest już tak proste i wymaga zdefiniowania pojęcia ultrafiltru.
Ultrafiltr {\displaystyle U} to rodzina podzbiorów danego zbioru {\displaystyle X,} spełniająca następujące warunki:
1. {\displaystyle \varnothing \notin U}
2. {\displaystyle A,B\in U\Rightarrow A\cap B\in U}
3. {\displaystyle A\in U\wedge A\subseteq B\subseteq X\Rightarrow B\in U}
4. {\displaystyle A\subset X\Rightarrow A\in U\vee X\setminus A\in U}

Niech {\displaystyle U_{\mathbb {N} }} będzie niegłównym ultrafiltrem na zbiorze liczb naturalnych z zerem.
Wówczas {\displaystyle (a_{0},a_{1},a_{2},\dots )\leqslant (b_{0},b_{1},b_{2},\dots )\iff \{i\colon a_{i}\leqslant b_{i}\}\in U_{\mathbb {N} }}
Dwie liczby hiperrzeczywiste {\displaystyle a} i {\displaystyle b} są sobie równe, jeśli {\displaystyle a\leqslant b} i {\displaystyle b\leqslant a.}
Z aksjomatu wyboru wynika, że istnieje nieskończenie wiele ultrafiltrów dla liczb naturalnych. Nie ma znaczenia, który wybierzemy, jeśli tylko będziemy się konsekwentnie tego trzymać, otrzymane algebry liczb hiperrzeczywistych będą izomorficzne.

## Liczby nadrzeczywiste
Liczby nadrzeczywiste (ang. surreal numbers) są klasą obiektów, spełniającą aksjomaty ciała, która zawiera w sobie zarówno liczby rzeczywiste, hiperrzeczywiste, jak i porządkowe. Tak jak liczby hiperrzeczywiste klasa ta zawiera również wielkości nieskończone oraz nieskończenie małe (infinitezymalne). Klasa liczb nadrzeczywistych oryginalnie została oznaczona No, jednak ze względu na podobieństwo do oznaczenia liczb naturalnych z zerem {\displaystyle \mathbb {N} _{0}} poniżej użyty został symbol {\displaystyle F.}

### Aksjomatyka liczb nadrzeczywistych
Trójka {\displaystyle (F,\;<,\;b)} jest systemem liczb nadrzeczywistych, jeśli:
- {\displaystyle <} jest porządkiem liniowym w {\displaystyle F}
- {\displaystyle b} (tzw. funkcja urodzinowa) jest funkcją określoną w {\displaystyle F,} o wartościach będących liczbami porządkowymi.
- Niech {\displaystyle A} i {\displaystyle B} będących podzbiorami {\displaystyle F} takimi, że {\displaystyle \bigwedge _{x\in A}\bigwedge _{y\in B}x<y.}

Wówczas istnieje {\displaystyle z\in F,} takie że:
{\displaystyle \bigwedge _{x\in A}\bigwedge _{y\in B}x<z<y}
i jeśli liczba porządkowa {\displaystyle a} jest większa od każdego {\displaystyle b(u)} dla {\displaystyle u\in A\cup B,} to {\displaystyle b(z)\leqslant a.}
Funkcja urodzinowa reprezentuje w pewnym sensie kolejne generacje liczb nadrzeczywistych.

### Konstrukcja liczb nadrzeczywistych
Ich konstrukcja oparta jest na uogólnieniu idei przekrojów Dedekinda, zastosowanej przy konstrukcji liczb rzeczywistych.
Klasa liczb nadrzeczywistych wraz z porządkiem liniowym i funkcją urodzinową jest tworzona etapami, metodą indukcji pozaskończonej.
1. W każdym etapie tworzone liczby nadrzeczywiste są parami zbiorów {\displaystyle (L,R)} liczb nadrzeczywistych utworzonych wcześniej, przy czym żadna liczba należąca do {\displaystyle L} nie jest większa lub równa żadnej liczbie należącej do {\displaystyle R,} a wartość funkcji urodzinowej liczby {\displaystyle (L,R)} jest większa od wartości funkcji urodzinowej dla każdej liczby w {\displaystyle L} i {\displaystyle R.}
2. Jeśli {\displaystyle x=(X_{L},X_{R})} i {\displaystyle y=(Y_{L},Y_{R})} reprezentują liczby nadrzeczywiste, to {\displaystyle x\leqslant y} wtedy i tylko wtedy, gdy
{\displaystyle \bigwedge _{x\in X_{L}}\bigwedge _{y\in Y_{L}}x\leqslant y}
oraz
{\displaystyle \bigwedge _{x\in X_{R}}\bigwedge _{y\in Y_{R}}x\leqslant y}
Definicja ta odwołuje się do porządku ustalonego we wcześniejszych krokach indukcji
3. Dwie liczby nadrzeczywiste {\displaystyle x} i {\displaystyle y} są równe, jeśli {\displaystyle x\leqslant y\leqslant x.}
4. Indukcję rozpoczynamy od pary {\displaystyle (\emptyset ,\emptyset )} utożsamianej z liczbą naturalną 0.
5. W danym kroku indukcji do liczb nadrzeczywistych dołączamy wszystkie liczby możliwe do utworzenia w sposób opisany w punkcie 1.

Para {\displaystyle (L,R)} reprezentuje liczbę nadrzeczywistą większą od każdej liczby w {\displaystyle L} i mniejszą od każdej liczby w {\displaystyle R.}
Działania arytmetyczne
Dodawanie jest w tej konstrukcji zdefiniowane następująco:
{\displaystyle x+y=(\{X_{L}+y\cup x+Y_{L}\},\{X_{R}+y\cup x+Y_{R}\}),}
gdzie:
{\displaystyle X+y=\{x+y:x\in X\}}
oraz
{\displaystyle x+Y=\{x+y:y\in Y\}}
Negacja liczby:
{\displaystyle -x=(\{-X_{R}\},\{-X_{L}\}),}
gdzie {\displaystyle -X=\{-x:x\in X\}}
Mnożenie:
{\displaystyle {\begin{aligned}xy=(&\{(X_{L}y+xY_{L}-X_{L}Y_{L})\cup (X_{R}y+xY_{R}-X_{R}Y_{R})\},\\&\{(X_{L}y+xY_{R}-X_{L}Y_{R})\cup (X_{R}y+xY_{L}-X_{R}Y_{L})\}),\end{aligned}}}
gdzie:
{\displaystyle XY=\{xy:x\in X\wedge y\in Y\},} oraz
{\displaystyle Xy=X\{y\}} i {\displaystyle xY=\{x\}Y.}

### Niektóre podklasy liczb nadrzeczywistych
- Liczby rzeczywiste. Przykładowo:

{\displaystyle \pi =\left(\left\{3,{\frac {25}{8}},{\frac {201}{64}},\dots \right\},\left\{\dots ,{\frac {101}{32}},{\frac {51}{16}},{\frac {13}{4}},{\frac {7}{2}},4\right\}\right)}
- Liczby porządkowe.
- Liczby infinitezymalne, większe od zera, ale mniejsze od dowolnej liczby dodatniej, np.

{\displaystyle \varepsilon =\left(\{0\},\left\{\dots ,{\frac {1}{16}},{\frac {1}{8}},{\frac {1}{4}},{\frac {1}{2}},1\right\}\right)}